# Happy Mondays
Happy Mondays, brittisk musikgrupp bildad 1980 i Manchester, England. Gruppen bestod av bröderna Paul och Shaun Ryder, samt Bez, Gary Wheelan, Mark Day och Paul Davis. 
Happy Mondays slog igenom med albumet Bummed 1988 och med albumet Pills 'n' Thrills and Bellyaches nådde de höjden av sin popularitet. Bandet var en del av den så kallade Madchesterscenen och var knutna till Manchester och Factory Records. Gruppen splittrades dock efter floppen med albumet Yes, Please, vilket sålde mycket dåligt. Skivan hade spelats in på Bermuda och floppen med den bidrog dessutom till att Factory Records tvingades till konkurs. Utöver detta hade flera gruppmedlemmar även stora drogproblem och gruppen slutade 1992 i osämja. Bez blev känd för sin speciella dans och många ungdomar härmade honom. 
Shaun Ryder och Bez började om på nytt med bandet Black Grape.
Shaun Ryder hade även under en period svåra problem med hemorrojder, smärtan från dessa bidrog till hans redan svåra drogproblem.
Under 2012 gjorde gruppen oväntat comeback och har sedan dess till och från gjort liveframträdanden.

## Diskografi
Studioalbum
- 1987 – Squirrel and G-Man Twenty Four Hour Party People Plastic Face Carnt Smile (White Out)
- 1988 – Bummed
- 1990 – Pills 'n' Thrills and Bellyaches
- 1992 – Yes, Please
- 2007 – Uncle Dysfunktional

Livealbum
- 1991 – Live
- 2005 – Step On - Live in Barcelona
- 2012 – Hallelujah It's The Happy Mondays

Samlingsalbum
- 1993 – Double Easy: The U.S. Singles
- 1995 – Loads (& Loads More)
- 1999 – Greatest Hits
- 2006 – The Platinum Collection
- 2012 – Double Double Good: The Best of the Happy Mondays

EPs
- 1985 – Forty Five
- 1989 – Madchester Rave On
- 1989 – Hallelujah
- 1990 – The Peel Sessions 1989
- 1991 – The Peel Sessions 1991

Singlar
- 1986 – "Freaky Dancin' "
- 1987 – "Tart Tart" (#13 på UK Indie Chart)
- 1987 – "24 Hour Party People" (#10 UK Indie)
- 1988 – "Wrote For Luck" (#7 UK Indie)
- 1989 – "Lazyitis" (#6 UK Indie)
- 1989 – "W.F.L. (Wrote For Luck)" (remix) (#68 på UK Singles Chart, #3 på UK Indie)
- 1990 – "Step On" (#5 UK Singles, #57 på Billboard Hot 100, #9 på US Modern Song, #13 på US Dance)
- 1990 – "Lazyitis (One-Armed Boxer)" (Happy Mondays & Karl Denver) (#46 UK Singles)
- 1990 – "Kinky Afro" (#5 UK Singles, #1 US Modern Rock)
- 1991 – "Loose Fit" (#17 UK Singles)
- 1991 – "Bob's Yer Uncle" (#23 US Modern Rock, #25 US Dance)
- 1991 – "Judge Fudge" (#24 UK Singles)
- 1992 – "Stinkin' Thinkin' " (#31 UK Singles, #21, US Modern Rock, #1 US Dance)
- 1992 – "Sunshine and Love" (#62 UK Singles, #5 US Dance)
- 1999 – "The Boys Are Back in Town" (#24	 UK Singles)
- 2002 – "24 Hour Party People" (Jon Carter mix)
- 2005 – "Playground Superstar" (#51 UK Singles)
- 2007 – "Jellybean"
- 2007 – "Dysfunktional Uncle"